# Finsterau (Stolberg)
Finsterau ist ein südwestlicher Ortsteil des Stolberger Stadtteils Zweifall in der Städteregion Aachen in der Nähe der Stadtgrenze zu Roetgen. Westlich von Finsterau fließt der Vichtbach. Mit der Eingliederung Zweifalls am 1. Januar 1972 kam Finsterau an Stolberg.
Die nächste AVV-Bushaltestelle ist „Zweifall-Kirche“ im Ortskern. Von dort verkehren die AVV-Buslinien 8, 42 und 58 der ASEAG.
| Linie | Verlauf |
| ----- | --- |
| 8     | Zweifall – Münsterau – Vicht – Bernardshammer – Binsfeldhammer – Stolberg Altstadt – Stolberg Mühlener Bf – Velau – Steinfurt – Siedlung Waldschule – Pumpe-Stich – Röthgen – Talbahnhof/Raiffeisenplatz – Krankenhaus – Eschweiler Bushof                                                 |
| 42    | (Schevenhütte →) Gressenich Kapelle – Krewinkel – Mausbach – Fleuth – / (Zweifall – Münsterau –) Vicht – Breinigerberg – Breinig – Dorff – Büsbach – Liester – Münsterbusch – Zinkhütter Hof – Stolberg Mühlener Bf – (Velau – Stolberg Hbf) / (Birkengang – Stolberg Hans-Böckler-Straße) |
| 58    | Eschweiler Bushof – Eschweiler Hbf. |

Finsterau liegt an der L 238 Richtung Mulartshütte. Die nächste Anschlussstelle ist „Aachen-Brand“ auf der A 44. 
Der Ort ist weitgehend von Wald umschlossen (Münsterwald im Westen und Zweifaller Wald im Osten) und ein Ausgangspunkt für Wanderungen oder Spaziergänge. In Finsterau befindet sich eine Tennisanlage sowie Freizeitheime der ASEAG und der Aachener Turngemeinde.